# Liophis janaleeae
Liophis janaleeae là một loài rắn trong họ Rắn nước. Loài này được Dixon mô tả khoa học đầu tiên năm 2000.